# Tubará
Tubará est une municipalité située dans le département d'Atlántico, en Colombie.

## Démographie
Selon les données récoltées par le DANE lors du recensement de la population colombienne en 2005, Tubará compte une population de 10 602 habitants.

## Liste des maires
- 2016 - 2019 : Natking Coll Alba
- 2020 - 2023 : José Del Tránsito Coll Cervantes